# گایانس

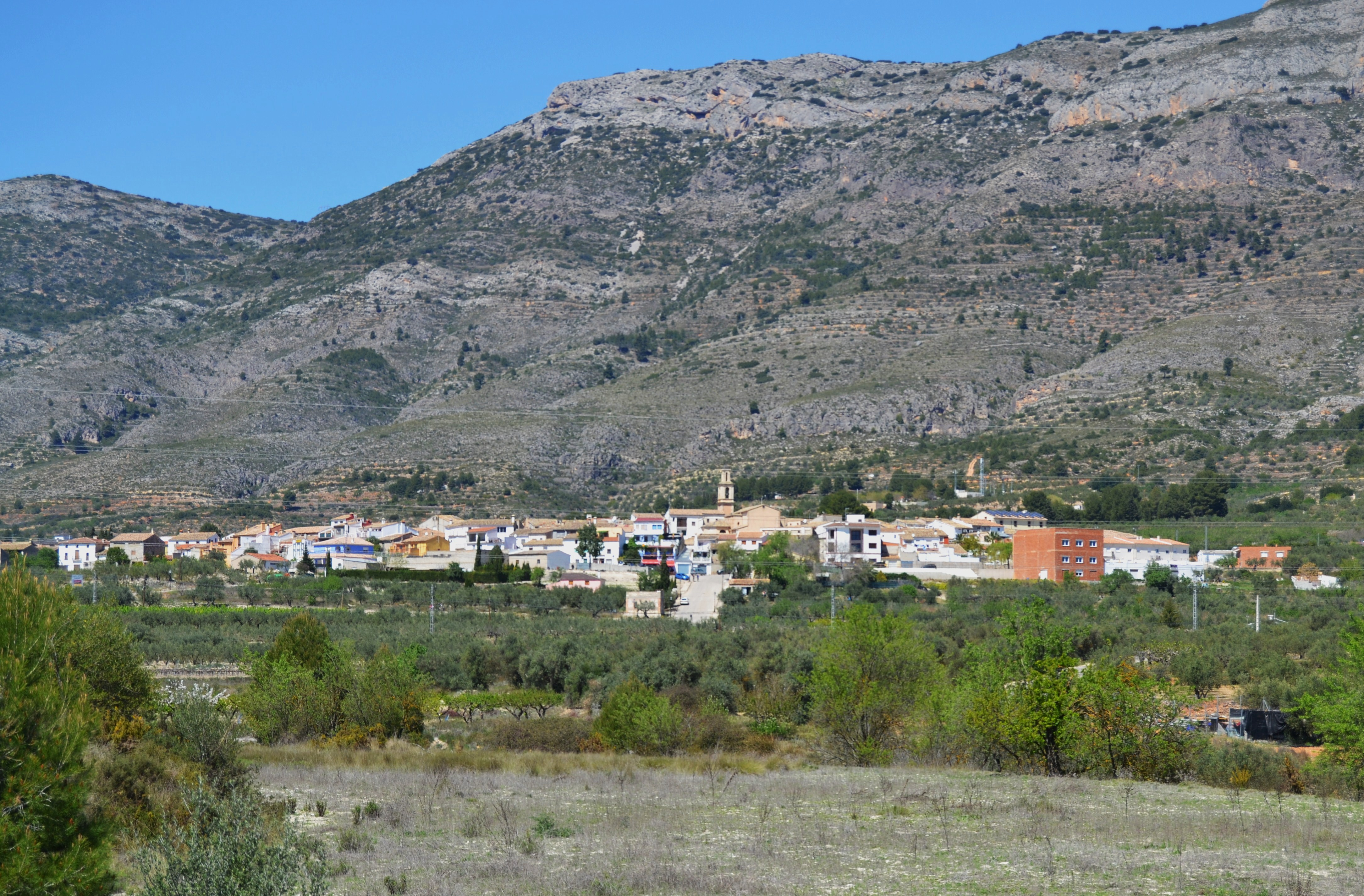
نمایی از دهستان گایانِس در استان آلیکانتهٔ اسپانیا - ۲۰۱۴

گایانِس (به اسپانیایی: Gayanes) دهستانی در استان آلیکانتهٔ اسپانیا است.
در این دهستان ۴۴۲ نفر زندگی می‌کنند. مساحت این دهستان ۹٫۵۱ کیلومتر مربع است.